# (20772) Brittajones
(20772) Brittajones (2000 QL182) – planetoida z grupy pasa głównego asteroid okrążająca Słońce w ciągu 4,03 lat w średniej odległości 2,53 j.a. Odkryta 31 sierpnia 2000 roku.